# Nauholz
Nauholz war zuletzt ein Ortsteil der neuen Großgemeinde Netphen im Kreis Siegen in Nordrhein-Westfalen. Er wurde aufgrund des Baus der Obernautalsperre aufgelöst. Durch den Ort floss der Nauholzbach. Die Gemarkung des Ortes betrug 956 ha.

## Geschichte
Kurz vor 1300 erfolgte die erste urkundliche Erwähnung des Ortes: Eine Urkunde vom 26. Juli 1328 nennt den Ort als Nuboldysa. Im Jahre 1643 übten laut einem Güterverzeichnis alle acht Hausbesitzer im Ort den Beruf des Köhlers aus. Von 1806 bis 1813 gehörte der Ort zum „Kanton Netphen“ im Großherzogtum Berg; unter der danach folgenden preußischen Verwaltung wurde dann die „Bürgermeisterei Netphen“ geschaffen. Ab 1844 gehörte Nauholz zum Amt Netphen. 1925 waren von den 133 Einwohnern 67 katholisch und 66 evangelisch. Eingerichtet waren ein Postamt, eine Freiwillige Feuerwehr sowie eine Elektrizitätsversorgung des Zweckverbandes Netphen. Die Gemeindevertretung bestand aus sieben Mitgliedern; Gemeindevorsteher war Holderberg. Nauholz gehörte evangelisch wie katholisch zum Kirchspiel Netphen. Im kleinen Bergwerk Erzvater wurde nach Erz gegraben. 
1955 wurde ein Feuerwehrhaus errichtet. Im Oktober 1964 wurde Emil Klappert (CDU) zum Bürgermeister und Amtsvertreter gewählt. Stellvertreter wurde Wilhelm Höcker (CDU).
1964 begannen die Arbeiten an der geplanten Talsperre. Den Einwohnern wurde nicht mitgeteilt, ob auch Nauholz oder nur Obernau von der Umsiedlung betroffen sein würden; es wurde sogar starker Tourismus versprochen, woraufhin Anwohner neu- und umbauten und in Fremdenzimmer und eine Gaststätte investierten. Im Zuge des Baues mussten die Orte Nauholz und Obernau ganz und das benachbarte Brauersdorf teilweise weichen, obwohl die Fläche von Nauholz nicht überflutet wurde – es ging allein um den Trinkwasserschutz. Die meisten Gebäude, darunter zweihundertjährige Fachwerkhäuser, wurden im Zuge von Feuerwehrübungen kontrolliert abgebrannt. 1968 wurde der Ort vollständig aufgelöst und abgerissen. Im Zuge der Gemeindereform, die am 1. Januar 1969 in Kraft trat, wurde Nauholz zwar ein Teil der neuen Gemeinde Netphen, bestand als Siedlung allerdings nicht mehr. Die Gemarkung Nauholz existiert formal noch. 1971 wurde die Talsperre fertiggestellt.
Noch heute besteht die Waldgenossenschaft Nauholz.

### Einwohnerzahlen
Einwohnerzahlen des Ortes:
| Jahr | Einwohner |
| ---- | --------- |
| 1818 | 131       |
| 1861 | 175       |
| 1885 | 137       |
| 1895 | 127       |
| 1905 | 110       |

| Jahr | Einwohner |
| ---- | --------- |
| 1910 | 122       |
| 1925 | 133       |
| 1933 | 136       |
| 1939 | 127       |
| 1950 | 141       |

| Jahr | Einwohner |
| ---- | --------- |
| 1955 | 135       |
| 1961 | 148       |
| 1964 | 130       |
| 1967 | 123       |